# Brooklyn (Iowa)
Brooklyn – miasto w Stanach Zjednoczonych, w stanie Iowa, w hrabstwie Poweshiek.

## Demografia
Zgodnie ze spisem statystycznym z 2000 roku, miasto liczyło 1367 mieszkańców. W 2023 roku liczba mieszkańców wzrosła do 1464 osób, a gęstość zaludnienia przekroczyła 472 osoby/km².